# Herrenhäuser Gärten

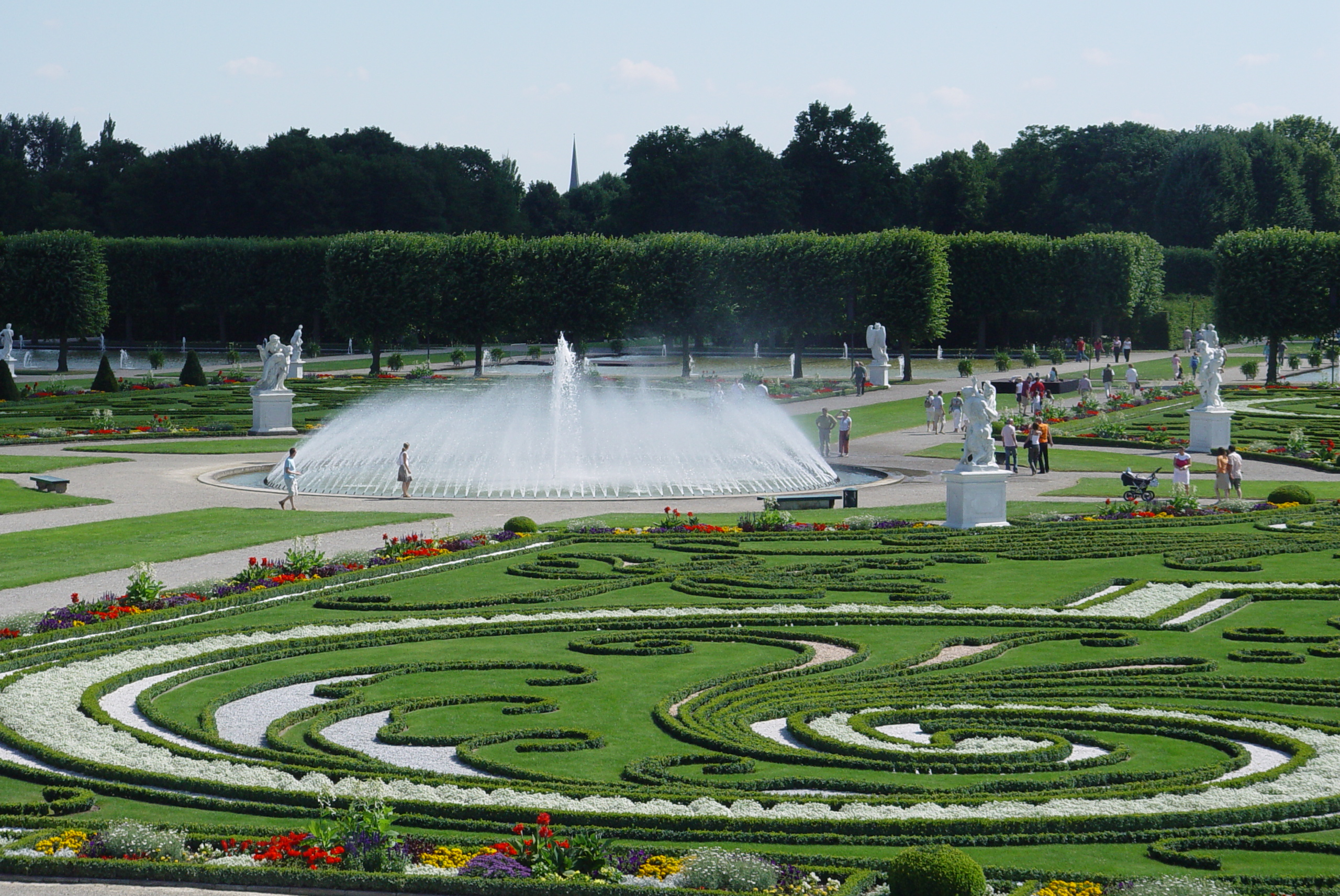
Broderiemuster und Glockenfontäne im Großen Garten

Die Herrenhäuser Gärten in Hannover bestehen aus dem Großen Garten, dem Berggarten, dem Georgengarten und dem Welfengarten.
Der Große Garten in Herrenhausen zählt zu den bedeutendsten Barockgärten in Europa und ist das historische Kernstück der Herrenhäuser Gärten. Der gleichfalls in Herrenhausen gelegene Berggarten entwickelte sich von einem Gemüse- und Anzuchtgarten zu einem botanischen Garten. Das hier im Jahr 2000 entstandene Regenwaldhaus wurde 2006 in ein Aquarium umgebaut. Der Besuch beider Gärten ist kostenpflichtig.
Der Georgengarten liegt östlich des Großen Gartens und gehört wie der Welfengarten zum Stadtteil Nordstadt. Beide Gärten sind im Stil englischer Landschaftsgärten angelegt und frei zugänglich. Sie sind als Fachbereich der Stadtverwaltung Hannover zugeordnet. Direktorin der Herrenhäuser Gärten ist Anke Seegert.

## Großer Garten

### Geschichte

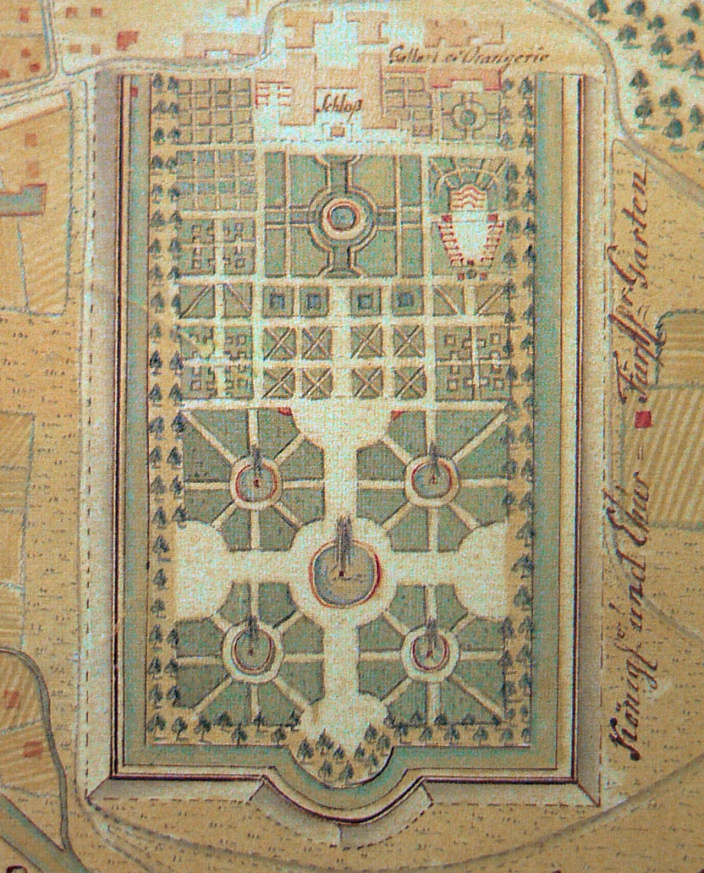
Lageplan 1763

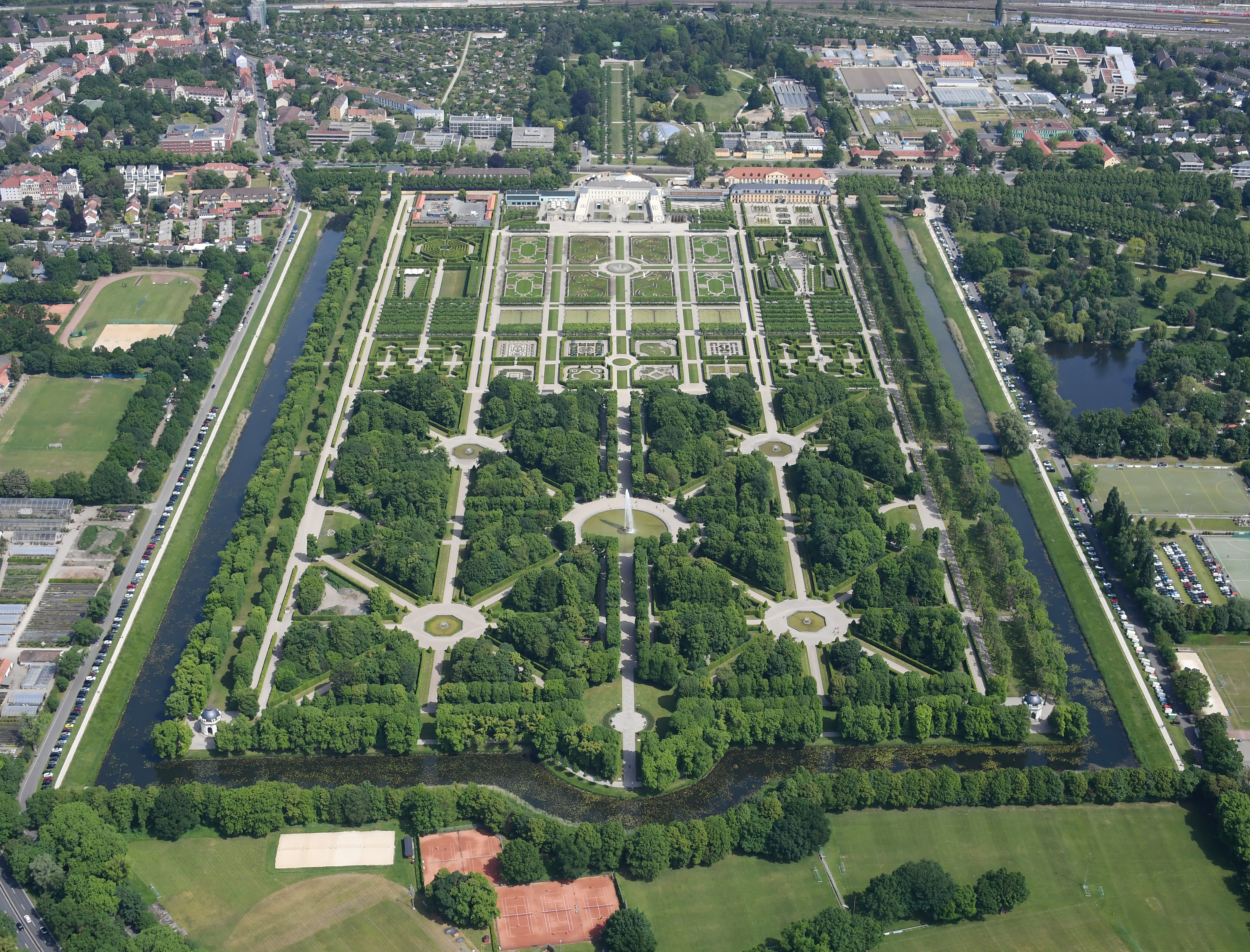
Luftbild der Herrenhäuser Gärten: der Große Garten vor dem und der Berggarten hinter dem Schloss Herrenhausen

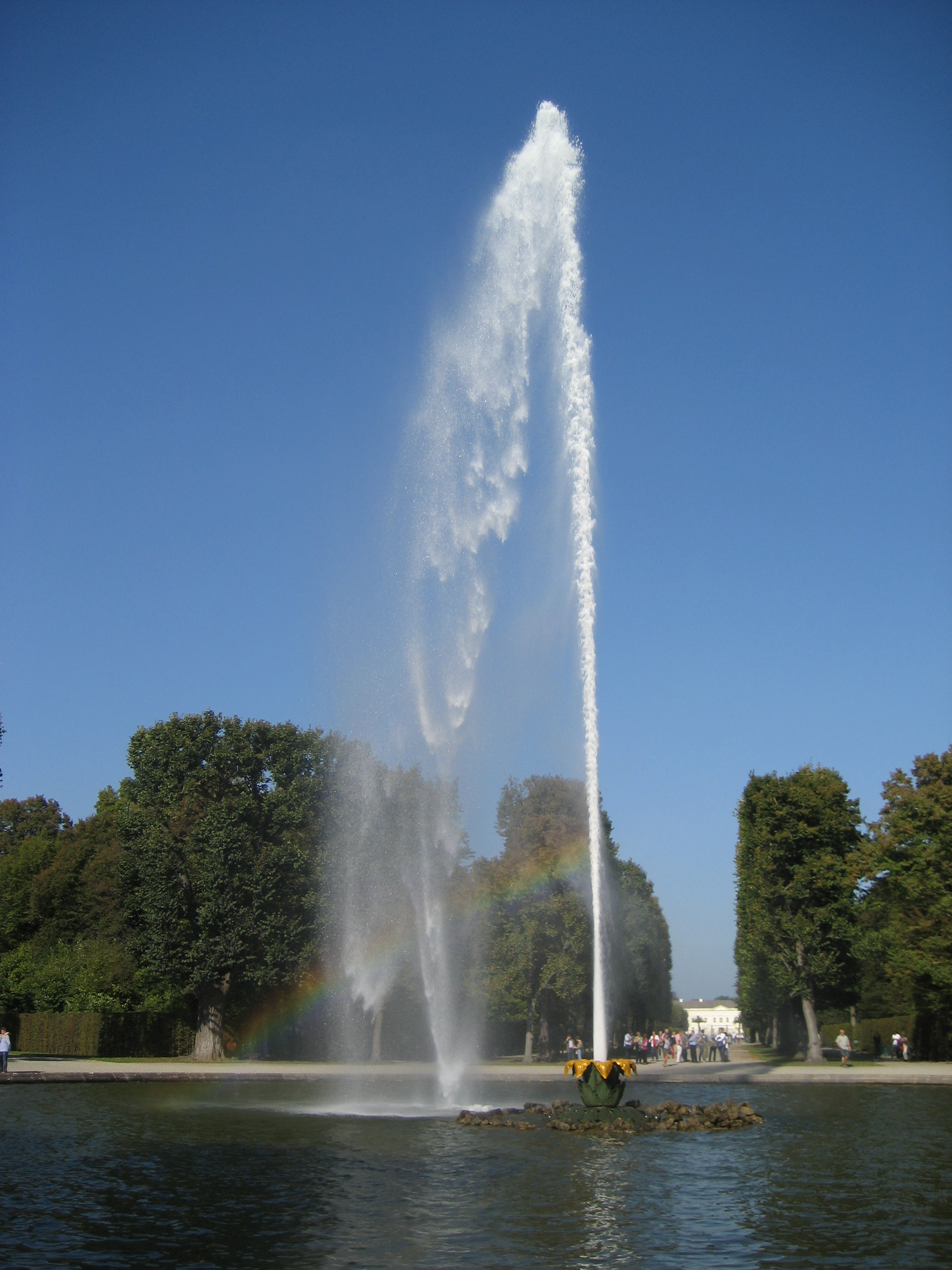
Große Fontäne

Herzog Georg von Calenberg ließ 1638 bei dem Dorf Höringehusen einen Küchengarten mit Gebäuden anlegen. Als Georgs Sohn Johann Friedrich 1665 an die Macht kam, benannte er das Dorf um in Herrenhausen und ließ hier ein Schloss erbauen. Seinen Gärtner beauftragte er mit dem Bau eines Lustgartens, der in etwa die Größe des heutigen Großen Parterres hatte.
Der Garten wurde im Lauf der Zeit erheblich vergrößert und umgestaltet. Die größten Veränderungen fanden in der Zeit der Regentschaft Herzog Ernst Augusts (1679–1698) statt. Der Herzog erwartete seine Ernennung zum Kurfürsten von Braunschweig-Lüneburg, die im Jahre 1692 erfolgte, und benötigte hierfür repräsentative Anlagen. Unter der Leitung seiner Ehefrau Sophie von der Pfalz wurde der Große Garten neu gestaltet. Sophie hatte ihre Jugend in den Niederlanden verlebt und ließ den Garten im Stil der niederländischen Barockanlagen gestalten.
Zwischen 1676 und 1680 fanden erhebliche Ausbauarbeiten statt. 1676 wurde die Große Kaskade sowie ein Jahr später die Grotte erbaut. Bei weiteren Baumaßnahmen entstanden in den Jahren 1707 und 1708 ein Pagenhaus im nordwestlichen Teil der Anlage sowie je ein Tempel von Louis Remy de la Fosse in der südöstlichen und in der südwestlichen Ecke des Großen Gartens. Diese Gebäude existieren noch.
Ab 1700 wurde in der südlichen Gartenhälfte die Große Fontäne gebaut. Die Fontäne erreichte 1720 erstmals eine Höhe von rund 35 m und war damit die höchste ihrer Zeit an einem europäischen Hof. Die Leistung konnte später auf 68 m und heute auf etwa 80 m gesteigert werden. Das als Wasserkunst Herrenhausen bezeichnete Pumpwerk liegt außerhalb der Gartenanlage. Das funktionsfähige technische Denkmal reguliert heute den Wasserstand der den Großen Garten umgebenden Graft.
Um 1710 war der Große Garten weitgehend vollendet. Mit 50 ha entsprach er in etwa der Fläche der Altstadt von Hannover, in der 10.000 Menschen lebten. Der Große Garten hatte bis zu Sophies Tod 1714 seine Ausdehnung vervierfacht. Heute umfasst er eine Fläche von etwa 50 ha.
Bis in die Mitte des 19. Jahrhunderts geriet der Große Garten in Vergessenheit, da sich die folgenden in Personalunion regierenden Herrscher von Hannover und Großbritannien in London aufhielten und sich nicht um den Garten kümmerten. Während im 18. Jahrhundert viele Fürsten ihre Barockgärten in Landschaftsgärten umgestalteten, blieb der Große Garten unverändert. Nach dem verlorenen Krieg von 1866 und der Annexion des Königreichs Hannover durch Preußen endete die gesellschaftliche Bedeutung des Großen Gartens, und die Anlage verwahrloste erneut.
Nach dem Kauf des Gartens durch die Stadt Hannover im Jahr 1936 fand eine Umgestaltung statt. Dabei entstanden als Neuschöpfungen neben acht Sondergärten der Irrgarten, eine nachempfundene Anlage nach einem Plan von 1674 mit achteckigem Grundriss und einem Durchmesser von 38 Metern. Es ist nicht bekannt, ob sich im 17. Jahrhundert ein Irrgarten im Großen Garten befunden hat. Die Renovierung setzte auf den Schauwert des Gartens, der Gesichtspunkt des Nutzgartens wurde nicht berücksichtigt.
Nach dem Zweiten Weltkrieg wurde die Gartenanlage bis zum Jahr 1966 annähernd wiederhergestellt. Die Grotte und die Große Kaskade waren unzerstört geblieben.
Im Großen Garten befindet sich eine der letzten Arbeiten der Künstlerin Niki de Saint Phalle aus den 1970er Jahren. Zwischen 2001 und 2003 gestalteten ihre Mitarbeiter die dreiräumige Grotte mit Glas- und Spiegelmosaiken sowie einigen Plastiken neu. Vom achteckigen mittleren Raum zweigen links und rechts die beiden anderen Räume ab, an dessen Stirnseiten sich jeweils ein kleiner Brunnen mit einer Statue befindet.

### Gebäude
Ende des 17. Jahrhunderts wurde das Schloss Herrenhausen erweitert. Von 1720 bis 1723 entstand durch den Hofarchitekten Böhm im Nordosten des Gartens die Orangerie. Von 1819 bis 1821 erneuerte der Hofbaumeister Georg Ludwig Friedrich Laves das Schloss Herrenhausen und zwei Jahre später die Orangerie.
Im Zweiten Weltkrieg wurde das in großen Teilen aus verkleidetem Holzfachwerk bestehende Schloss bei einem Luftangriff zerstört, nur die Freitreppe war erhalten und ist im folgenden Wiederaufbau der Gartenanlage an den südwestlichen Rand des Parterre versetzt worden.
2009 wurde zwischen der Stadt Hannover und der VolkswagenStiftung ein über 99 Jahre laufender Erbbaurechtsvertrag geschlossen. Auf dessen Basis hat die Stiftung das Schloss Herrenhausen neu errichtet und dabei die klassizistische Fassade rekonstruiert. Das Gebäude wurde im Januar 2013 fertiggestellt und dient als wissenschaftliches Tagungszentrum. In den Seitenflügeln errichtet die Stadt ein Museum, welches über die Geschichte der Herrenhäuser Gärten informiert.

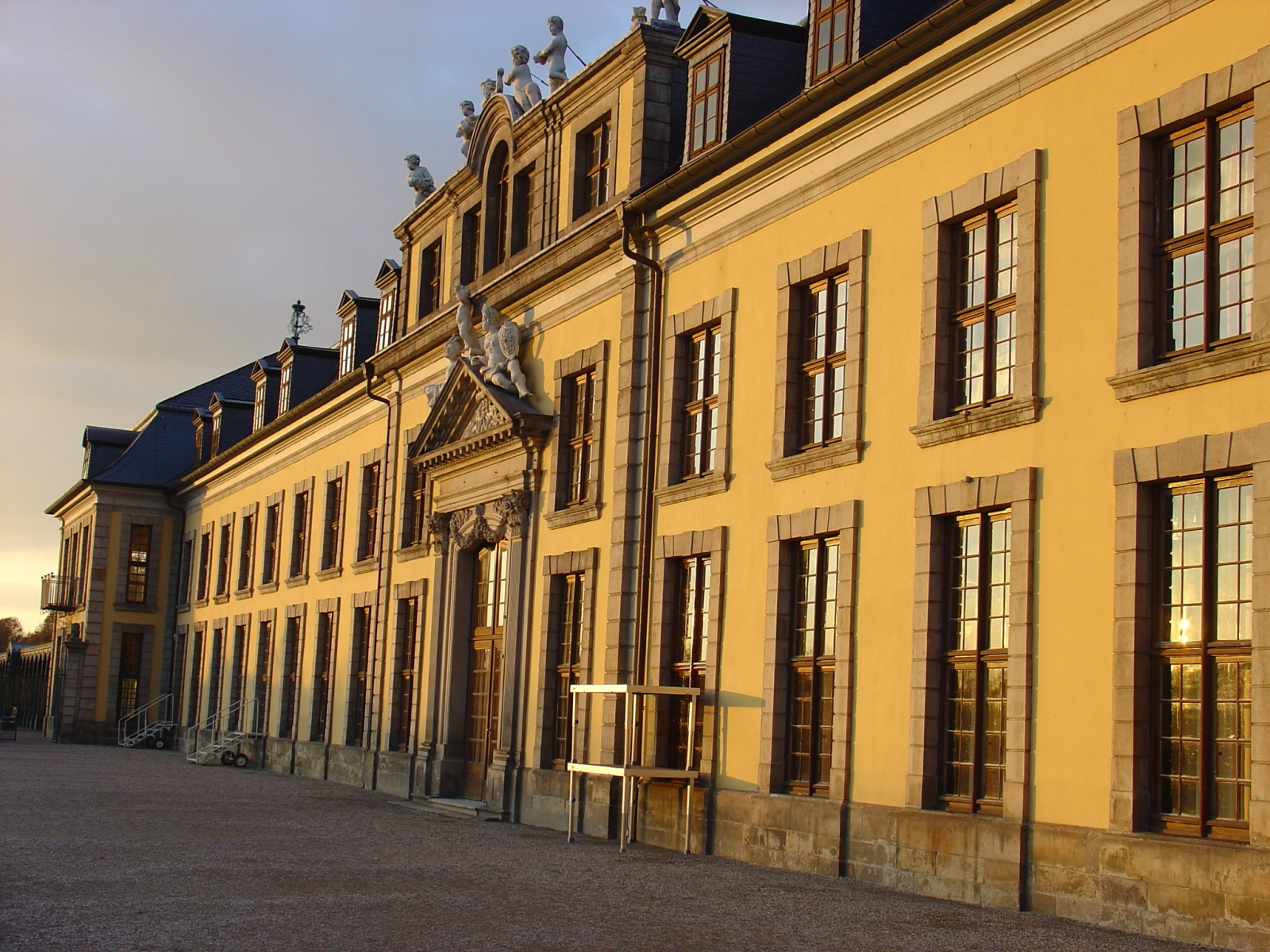
Galeriegebäude im Großen Garten heute
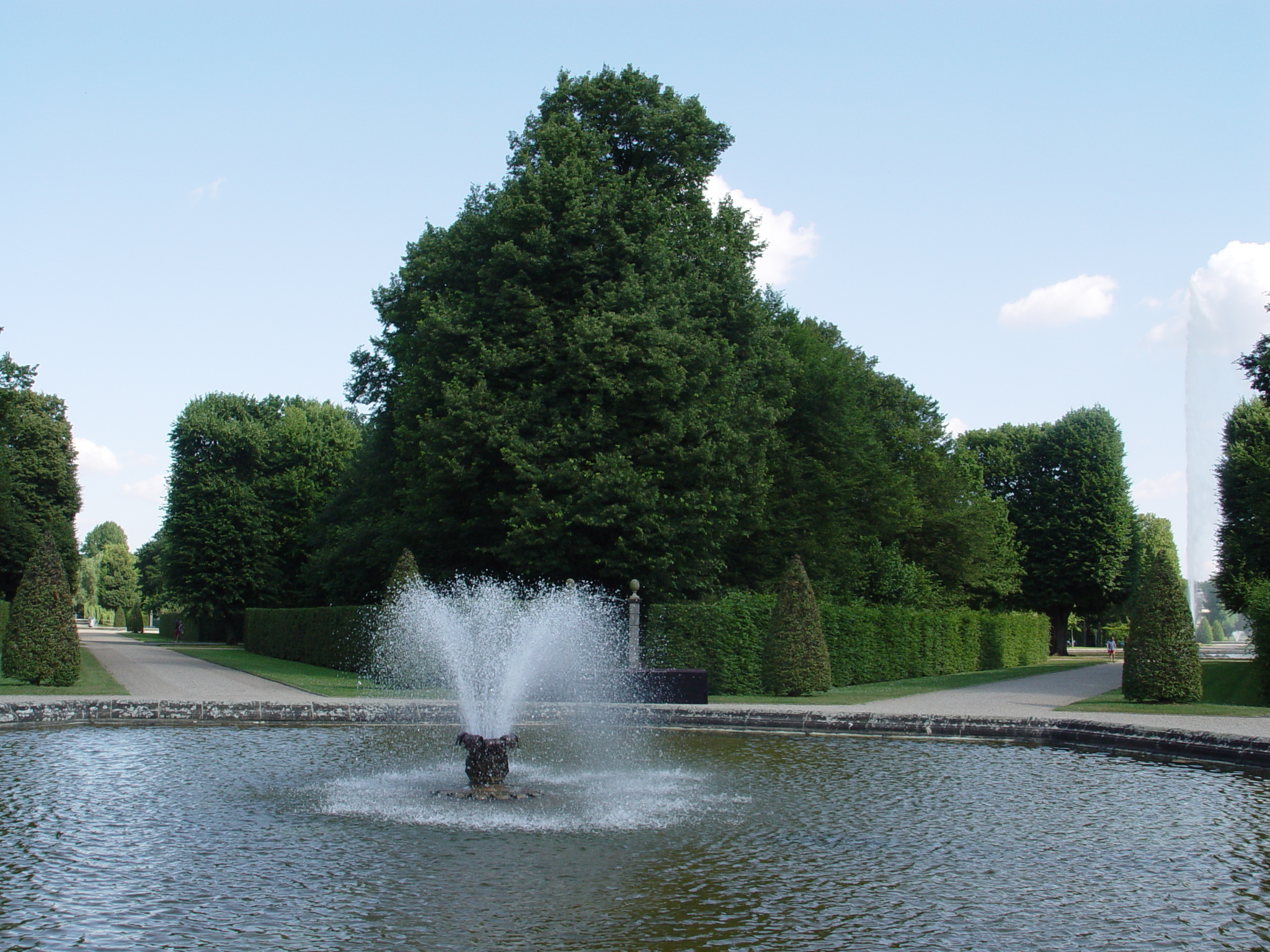
Brunnen mit kleiner Fontaine
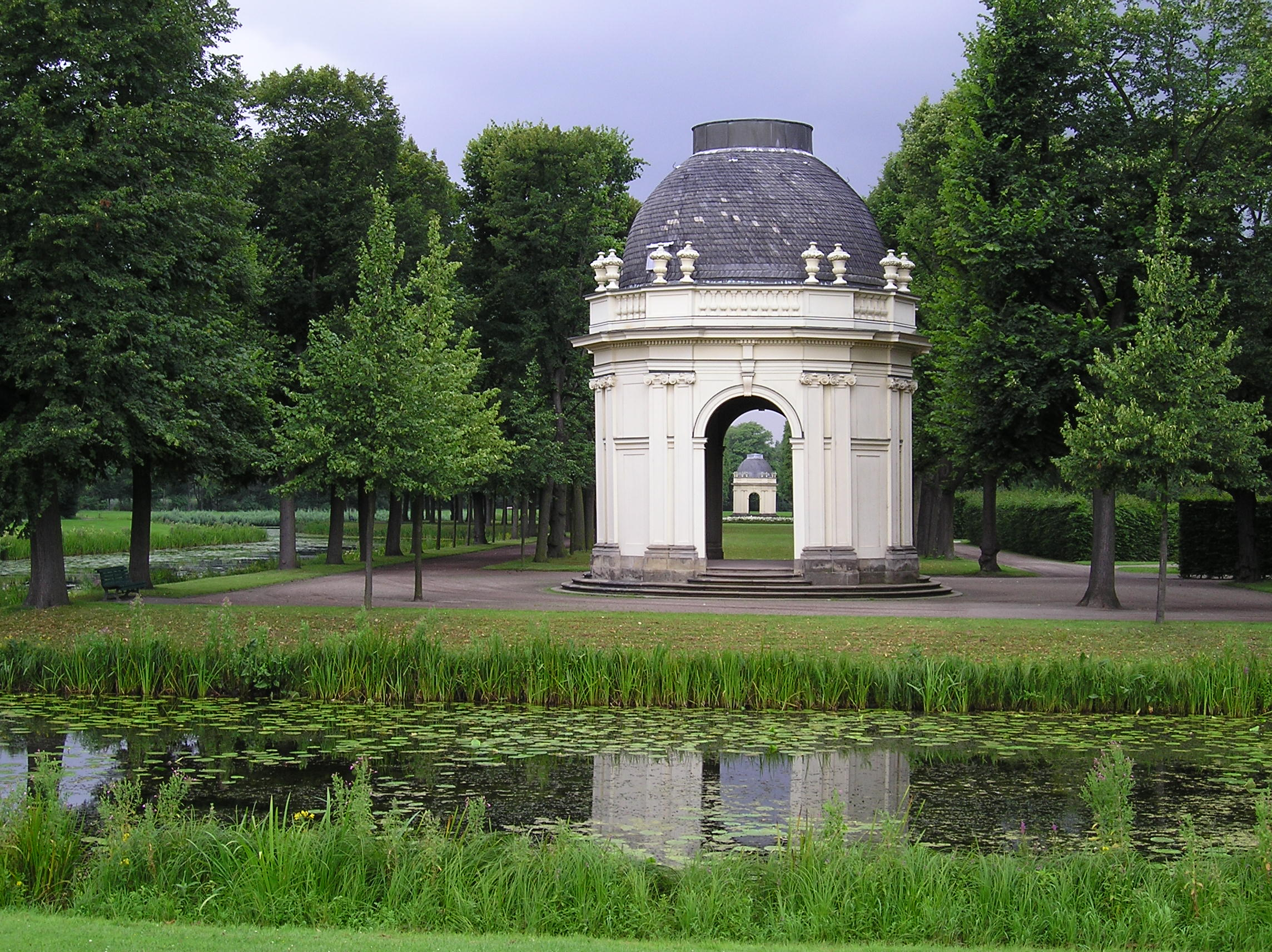
Eckpavillon an der Graft von Louis Remy de la Fosse
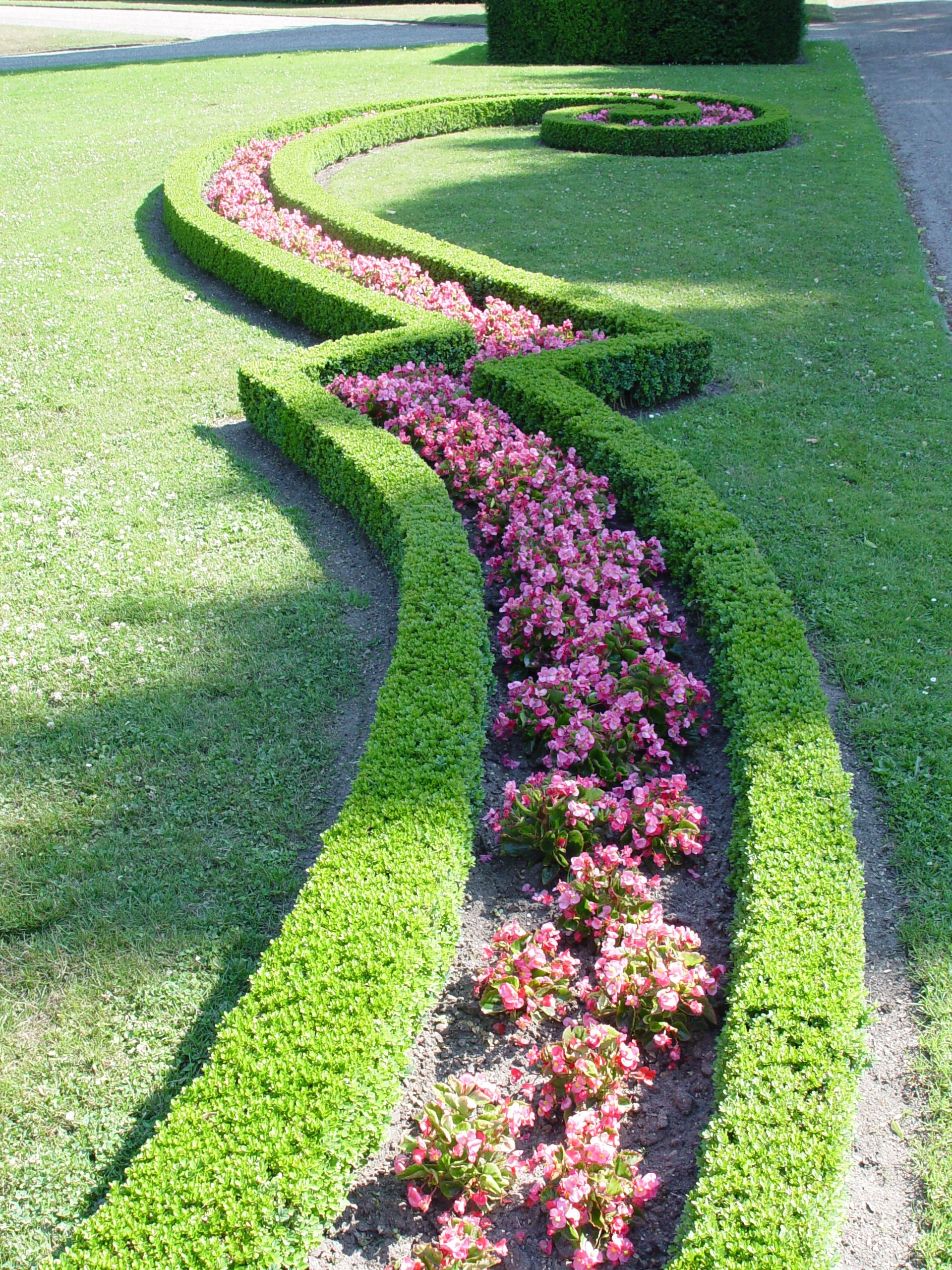
Detail eines Broderiemusters

### Veranstaltungen

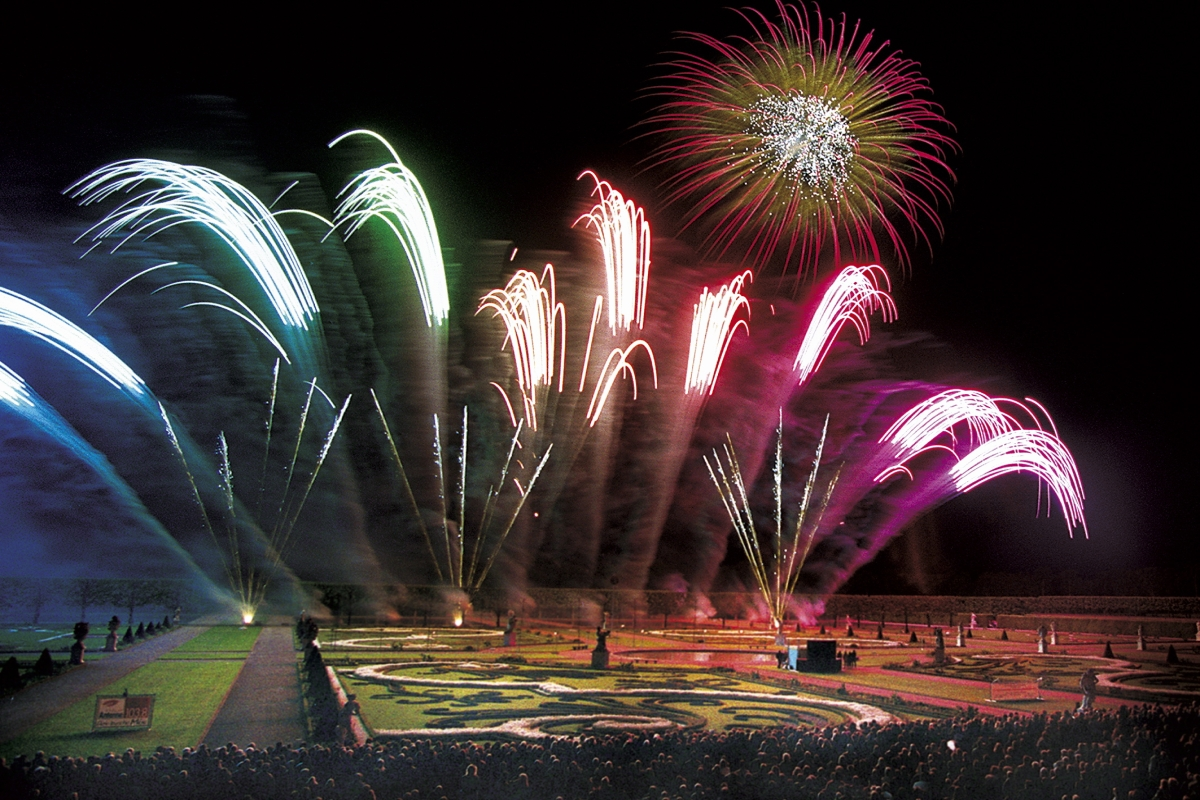
Internationaler Feuerwerkswettbewerb

Jährlich findet im Großen Garten der Internationale Feuerwerkswettbewerb statt. An fünf Terminen zwischen Mai und September treten Pyrotechniker aus aller Welt gegeneinander an. Seit 2007 hat jede teilnehmende Nation zunächst ein Pflichtprogramm zu festgelegter musikalischer Begleitung zu absolvieren. Anschließend können sich die Nationen in einer individuellen Kür präsentieren. Den Feuerwerken voraus geht ein vielfältiges Rahmenprogramm, das eine Mischung aus Kleinkunst, Musik und Gartentheater bietet.
Das Kleine Fest im Großen Garten hat sich als internationales Kleinkunstfestival etabliert.
In den Sommermonaten nutzt die Landesbühne Hannover das Gartentheater des Großen Gartens für Musical- und Theateraufführungen. Ferner werden Orangerie und Galeriegebäude für Fach- und Kunstausstellungen sowie für Konzerte genutzt.
Im Mai finden jährlich die Kunstfestspiele Herrenhausen mit internationalen Künstlern und einem genreübergreifenden Programm statt. Einige der künstlerischen Formate werden speziell für die Spielstätten der Herrenhäuser Gärten entwickelt.

## Berggarten
Der Berggarten liegt nördlich des Großen Gartens auf der anderen Seite der Herrenhäuser Straße. Er ist einer der ältesten botanischen Gärten in Deutschland.
Der Garten wurde 1666 von Herzog Johann Friedrich als Küchengarten für den Gemüseanbau angelegt. Kurfürstin Sophie wandelte den Berggarten in einen Garten für exotische Gewächse um, wofür 1686 ein Gewächshaus entstand. 1750 übernahm der Küchengarten in Linden die Versorgung des Hofes mit Obst und Gemüse allein, der Berggarten ist seitdem ausschließlich ein botanischer Garten. In den Schauhäusern und Themengärten des Berggartens sind gegenwärtig 11.000 verschiedene Pflanzen aus verschiedenen Klimazonen zu finden, darunter die größte Orchideensammlung Europas.
Zwischen 1817 und 1820 erbaute Georg Ludwig Friedrich Laves ein Gartenmeisterwohnhaus, das 1952 zum Bibliothekspavillon wurde. Von 1842 bis 1847 dauerten die Arbeiten nach Plänen von Laves an einem Mausoleum, in dem König Ernst August und seine Frau Friederike ihre letzte Ruhestätte fanden.

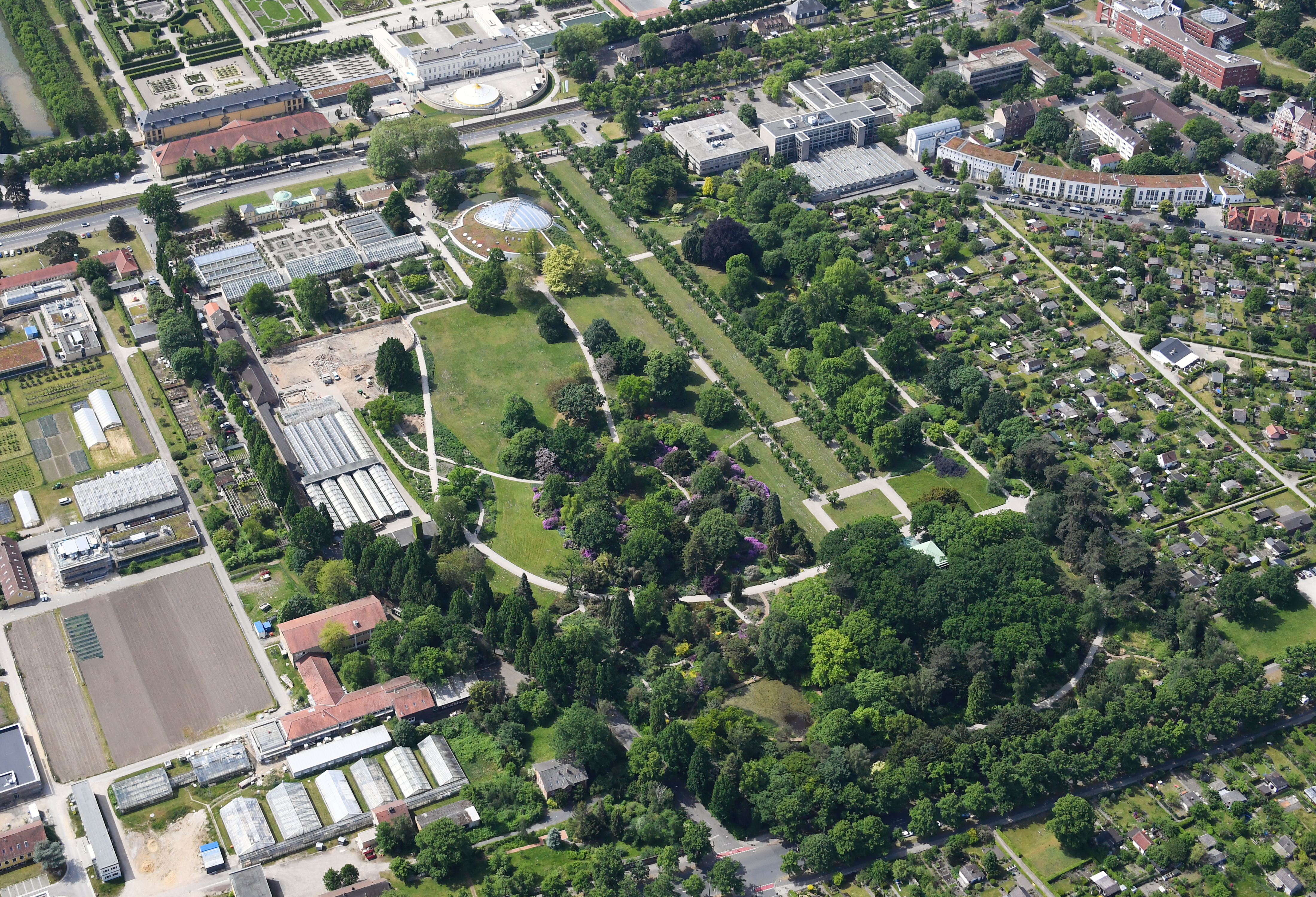
Luftbild des Berggartens
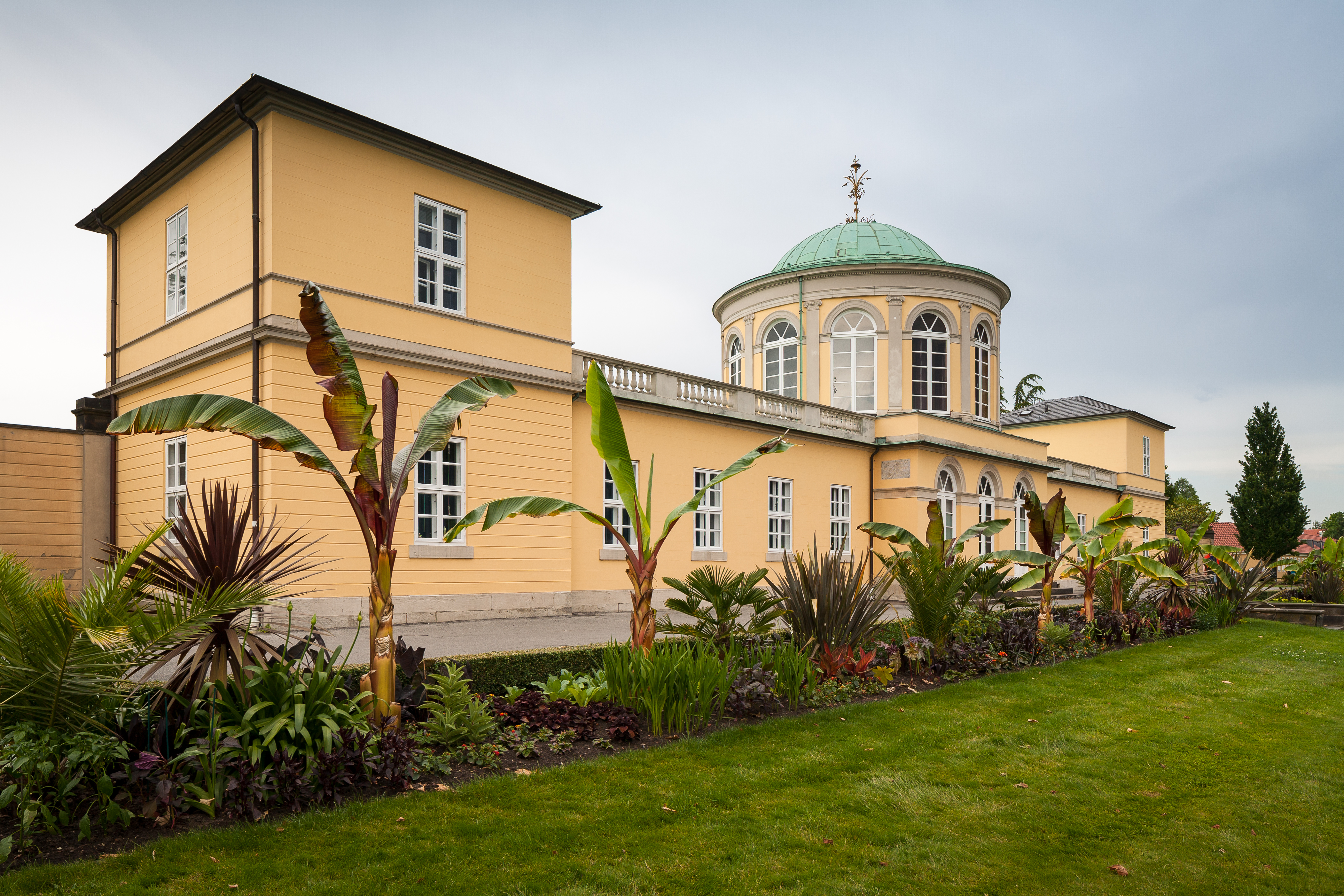
Bibliotheksgebäude
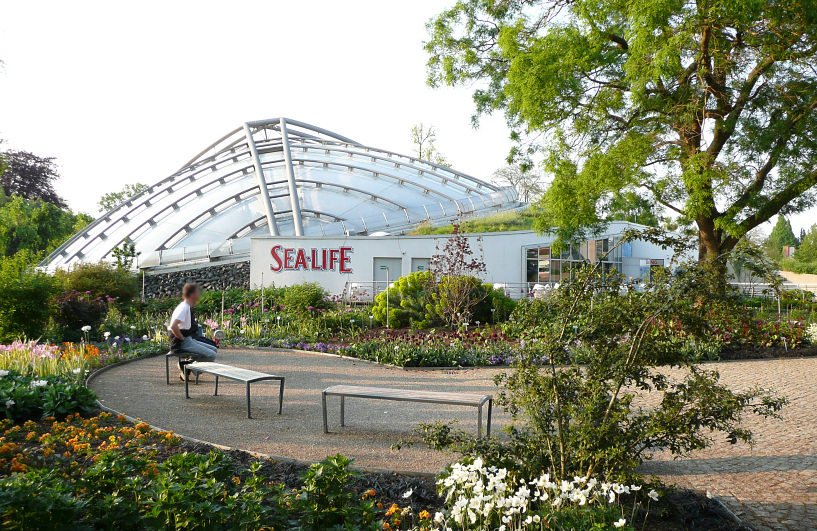
Sea Life Centre im Berggarten

Zur Expo 2000 wurde das Regenwaldhaus gebaut. Es beherbergte eine künstliche Tropenlandschaft, in der auch Schmetterlinge, Frösche und kleinere Vogelarten aus tropischen Regionen lebten. Wegen zu hoher Kosten wurde es 2006 geschlossen und danach in ein Sealife-Aquarium umgebaut, wobei der Regenwald erhalten wurde. Das Tiefseebecken fasst 300.000 Liter Wasser. Ein großes Ozeanbecken mit Haien und Schildkröten ist vier Meter tief und für die Besucher durch einen acht Meter langen Acrylglastunnel zu beobachten.

## Georgengarten

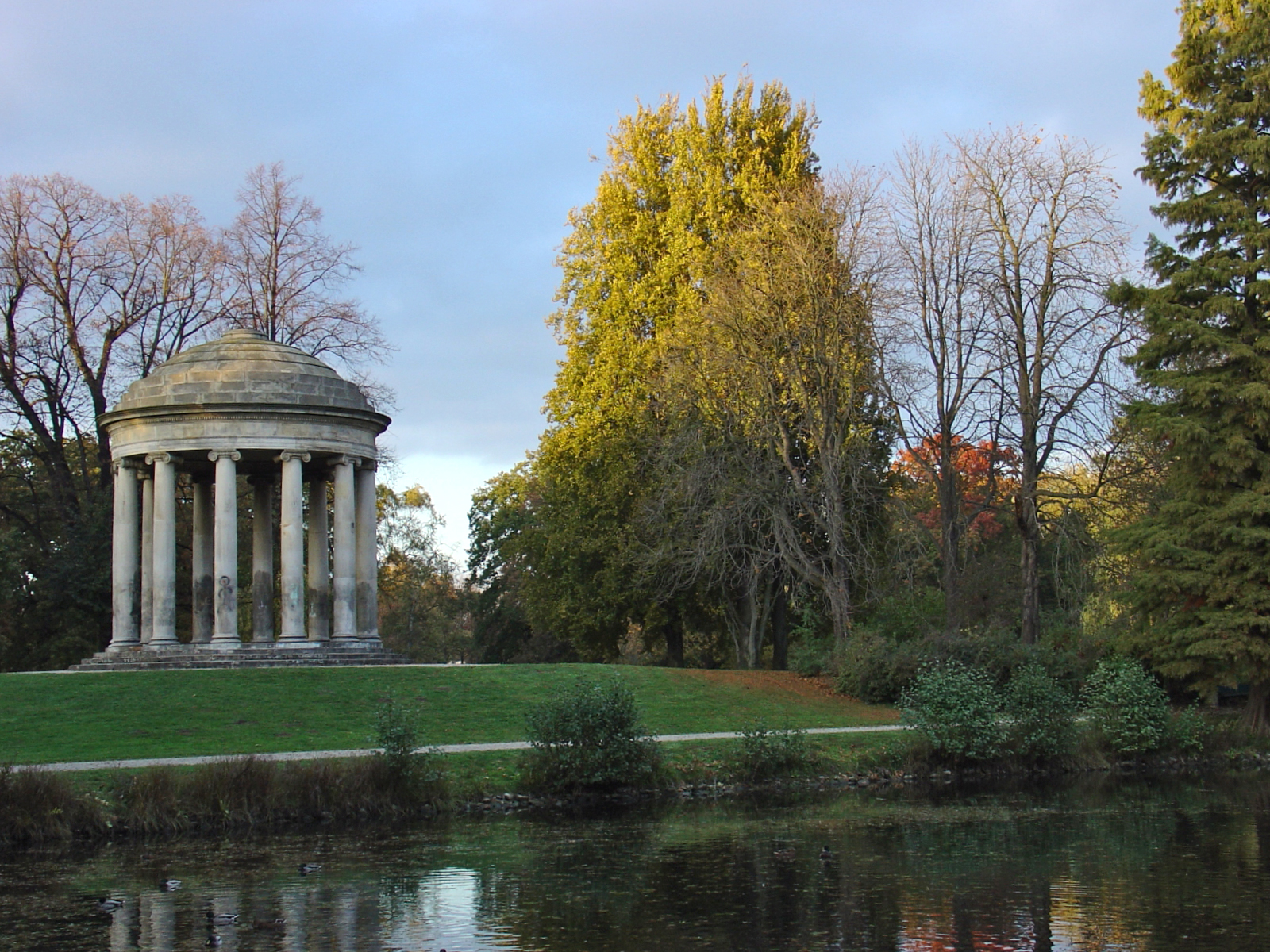
Leibniztempel im Georgengarten

Um 1700 wurden im Überschwemmungsgebiet der Leine (auch als Leinemasch bezeichnet) Landsitze des kurhannoverschen Hofadels errichtet. 1726 erfolgte die Anlage der zwei Kilometer langen, vierreihigen Herrenhäuser Allee, die das Schloss Herrenhausen mit Hannover verband. 1768 kaufte Graf Johann Ludwig von Wallmoden-Gimborn die zu den adligen Landsitzen gehörenden Gärten auf und fasste sie zum „Wallmodengarten“ zusammen. Zwischen 1781 und 1796 wurde das Wallmodenschloss errichtet und beherbergte fortan die Kunstsammlung des Grafen. 1826 entstanden in dessen Nähe zwei Gartenhäuser nach Plänen von Georg Ludwig Friedrich Laves.
Von 1828 bis 1843 wurde der Park in einen Englischen Landschaftspark umgebaut. Man ließ die Wasserläufe der ehemaligen Gärten zu Teichen vergrößern. Der umgebaute Park wurde nach Georg IV. von Hannover in Georgengarten umbenannt. Nach Plänen von Laves wurden drei Brücken errichtet: 1837 die Fahrbrücke, 1840 die Augustenbrücke und die noch erhaltene Friederikenbrücke, die über die Graft hinweg den Großen Garten mit dem Georgengarten verbindet. Das zwischenzeitlich in Georgenpalais umbenannte Wallmodenschloss beherbergt heute das Wilhelm-Busch-Museum.
Die Stadt Hannover kaufte 1921 den Georgengarten. In dessen Mitte wurde 1935 zu Ehren des Gelehrten Gottfried Wilhelm Leibniz der Leibniztempel aufgestellt. Der Monopteros war 1787 bis 1790 auf dem damaligen Paradeplatz (dem späteren Waterlooplatz) errichtet worden.

## Welfengarten
1717 wurde nördlich der Herrenhäuser Allee Schloss Monbrillant als Wohnsitz des Grafen von Platen erbaut und 1857 wieder abgerissen. Aus dieser Zeit ist noch eine der beiden von Laves geschaffenen Fußgängerbrücken erhalten.
Zwischen 1857 und 1866 wurde an gleicher Stelle das Welfenschloss errichtet, das von Welfengarten und Prinzengarten umgeben ist. Noch vor der Fertigstellung des Baus annektierte Preußen nach dem Krieg von 1866 das Königreich Hannover, so dass das Schloss nie seiner Bestimmung entsprechend genutzt wurde. Nach langem Leerstand wurde das Schloss 1879 Sitz der Technischen Hochschule, aus der die heutige Gottfried Wilhelm Leibniz Universität Hannover hervorging.
Der Welfengarten wurde durch den Zweiten Weltkrieg in Mitleidenschaft gezogen und danach als Campus der Technischen Hochschule in veränderter Form wieder hergerichtet. 1961 veräußerte Ernst August von Hannover das Schlossgrundstück an die Stadt Hannover.

## Gartenbibliothek
Zu den Gärten gehörte einst die Königliche Gartenbibliothek Herrenhausen. Sie wurde 2007 von der öffentlichen Hand erworben. Sie ist eine bedeutende Quelle zur Geschichte Herrenhausens und der dort tätigen Hofgärtner, die Sammlung umfasst Bücher, Handschriften, Zeichnungen und Herbarien. Organisatorisch gehört sie zur Gottfried Wilhelm Leibniz Bibliothek – Niedersächsische Landesbibliothek.

## Fachbereich Herrenhäuser Gärten
Die Herrenhäuser Gärten sind als Fachbereich (OE46) im Dezernat VII – Bildung & Kultur in die Stadtverwaltung Hannover eingebunden. Leiterin des Fachbereichs ist die Direktorin der Herrenhäuser Gärten Anke Seegert. Dezernentin ist seit 2024 Eva Bender. Der Fachbereich gliedert sich in die Leitung und 4 Bereiche.
- OE46: Fachbereichsleitung
  - OE46.0: Zentrale Fachbereichsangelegenheiten
  - OE46.1: Gärten und Betriebseinrichtungen
  - OE46.2: Veranstaltung und Vermietungen
  - OE46.3: Institut KunstFestSpiele (Servicevereinbarung)

Die Bereiche gliedern sich in Sachgebiete.

## Auszeichnungen
Die Gartenanlagen wurden 2015 mit dem Europäischen Gartenpreis in der Kategorie „Beste Weiterentwicklung eines historischen Parks oder Gartens“ ausgezeichnet.

## Sonstiges

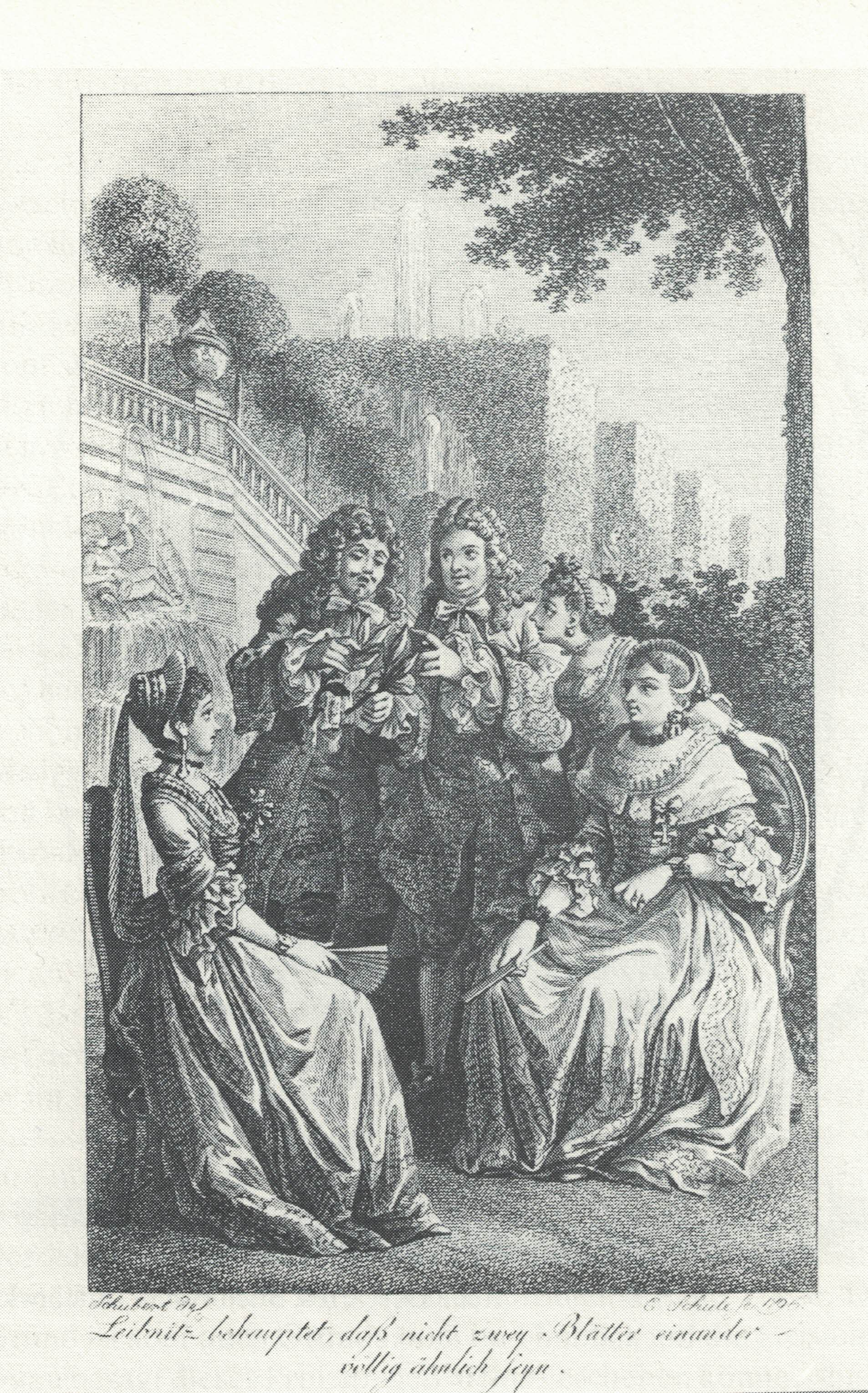
Kupferstich von J. D. Schubert (1796)

Für den viel beschäftigten Leibniz, dem prominentesten unter den Gelehrten Hannovers und Namensgeber vieler Einrichtungen der Stadt, war der Garten ein Ort der philosophischen Meditation. So bemerkte er einmal, in der Planung eines seiner Hauptwerke, an einigen Stellen diesen Ort als Refugium, wo er gerne seine Freizeit verbrachte, wenn Urlaub nicht in Reichweite war.
Leibniz berichtet auch davon, wie die hannoversche Hofgesellschaft einmal im Garten von Herrenhausen zwei völlig gleiche Blätter gesucht habe, wohl wissend, dass dies im Widerspruch zu seinem Prinzip der Identität von Ununterscheidbarem, angewendet auf kontingente Objekte, stehen würde.

« Il n’y a point deux individus indiscernables. Un gentilhomme d’esprit de mes amis, en parlant avec moy en presence de Madame l’Electrice dans le jardin de Herrenhausen, crut qu’il trouverout bien deux feuilles entierement semblables. Madame l’Electrice l’en defia, et il courut longtemps en vain pour en chercher. »

„Es gibt keine zwei ununterscheidbaren Einzeldinge. Ein geistreicher netter Freund von mir hat einmal, bei einer Unterhaltung mit mir und im Beisein der gnädigen Hoheit im Garten von Herrenhausen, geglaubt, er könne zwei vollkommen ähnliche Blätter finden. Die Prinzessin forderte ihn heraus, und er lief lange vergeblich in seiner Suche umher.“